# Feldklippe

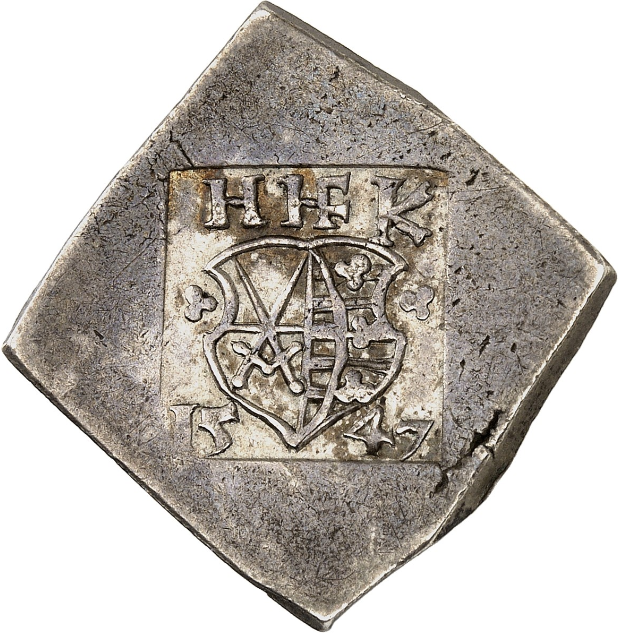
Kurfürst Johann Friedrich I., Feldklippe (Leipziger Belagerungsmünze von 1547) zu Taler

Als Feldklippe werden Not- oder Belagerungsmünzen in Klippenform bezeichnet. Es sind diejenigen Kriegsmünzen, die ein Fürst im Krieg im Feldlager schlagen ließ, um seine Truppen damit zu besolden.
Klippe (von klippe Schwedisch = mit der Schere schneiden) ist die ursprüngliche Bezeichnung für eine Notmünze, die aus Mangel an Fachleuten, Werkzeugen oder Zeit meist in quadratischer Form aus dem zu einem Blech geschlagenen oder ausgewalzten Zain geschnitten wurde und mit einem meist einfachen Prägebild versehen ist. Die Klippenform ist typisch bei Belagerungsmünzen, die nur auf einer Seite geprägt oder nur gestempelt sind.
Bekannte Feldklippen sind zum Beispiel die aus
Wien von 1529,
Leipzig von 1547 (Leipziger Belagerungsmünzen von 1547) – siehe Bild oben,
Magdeburg von 1550 bis 1551,
Gotha von 1567 (Münzstätte Gotha, Talerzeit, Gothaer Belagerungsklippen 1567) und
Ulm von 1704.
Eine Besonderheit sind die „Schweinfurter Feldklippen“, die während des Kriegs des brandenburg-fränkischen Markgrafen Albrecht II. Alcibiades von 1553 bei den Belagerungen von Schweinfurt, Hof, Hohenlandsberg und Plassburg von Belagerten und Belagerern geprägt worden sind.